# Cabinet Room

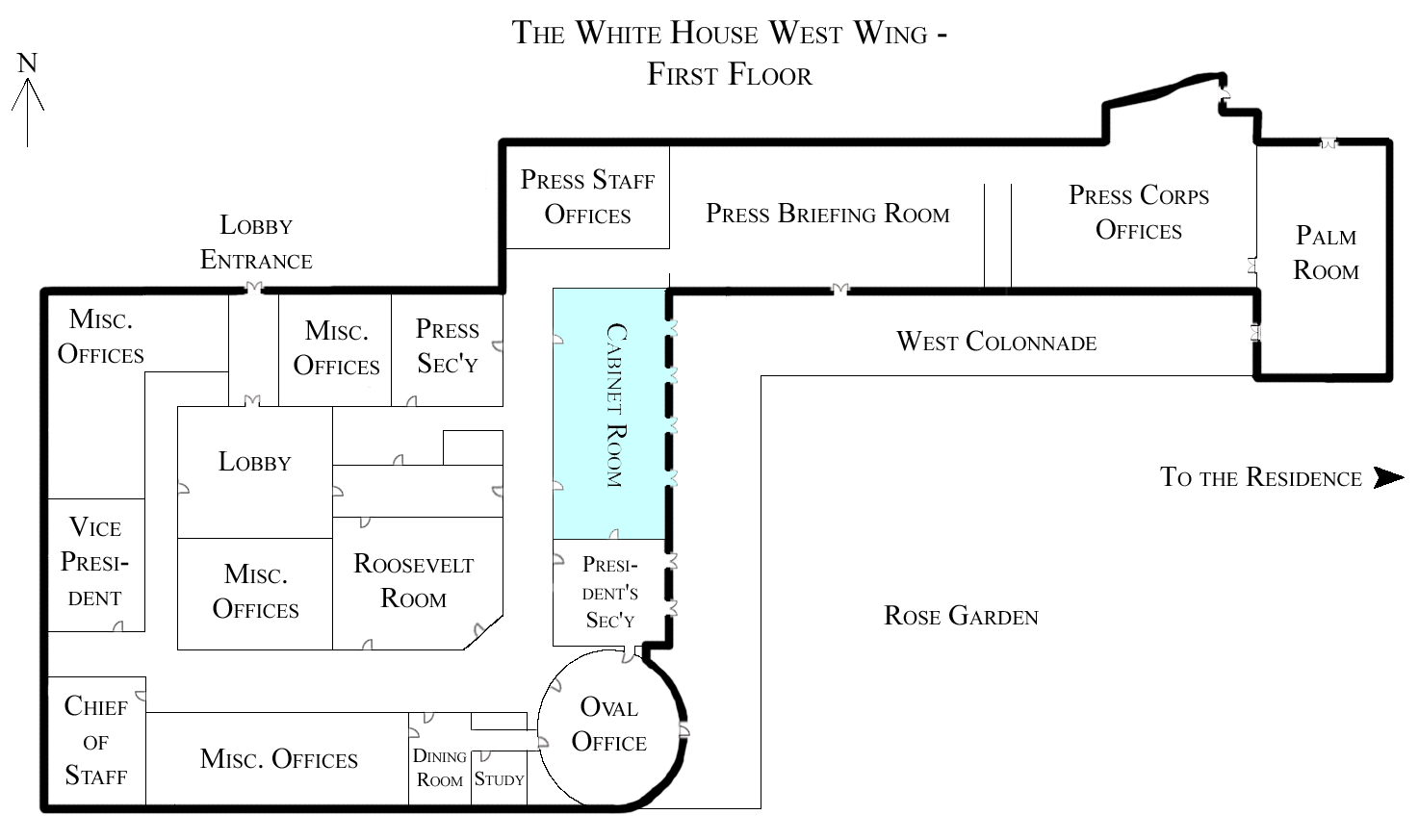
Position des Cabinet Room im West Wing

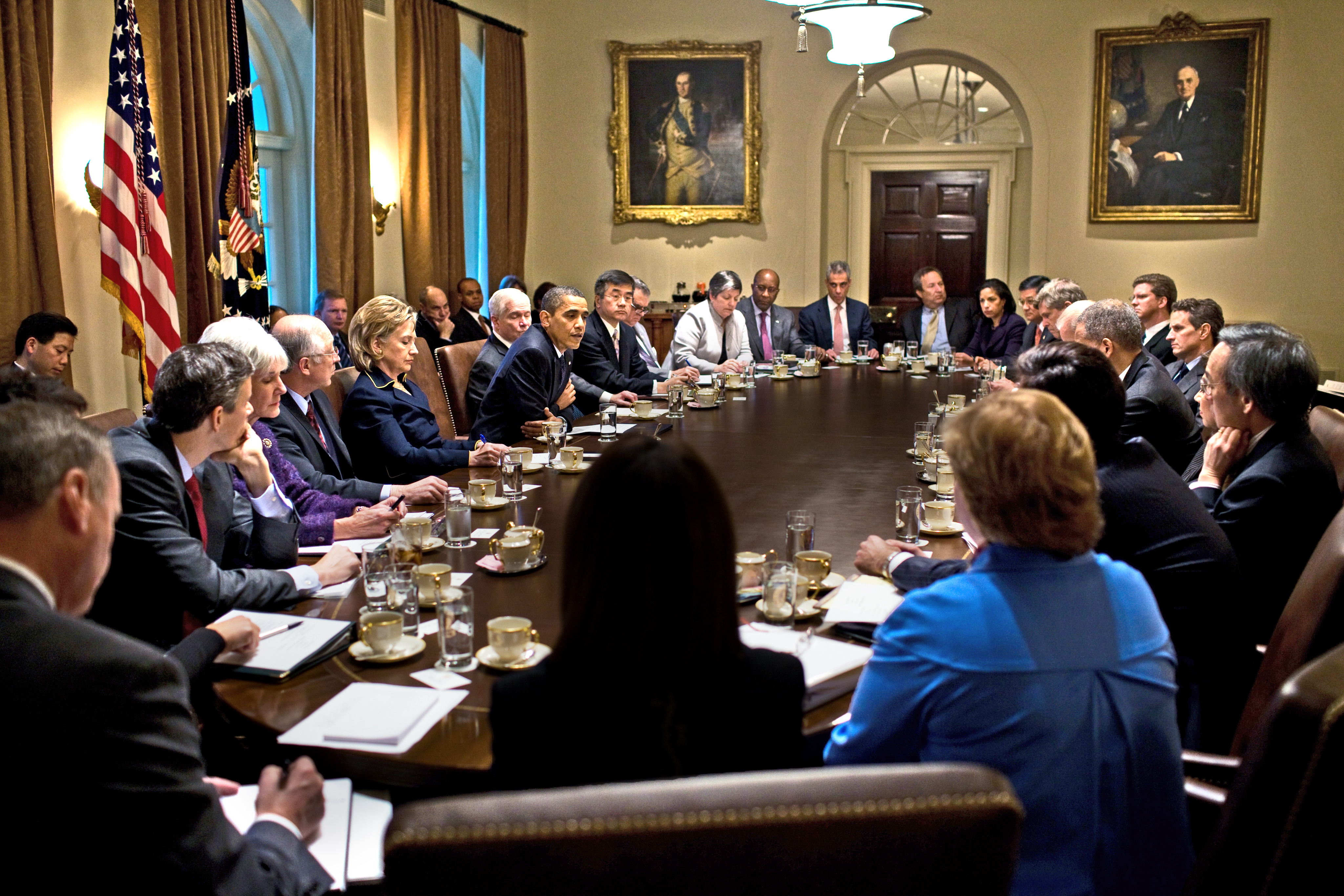
Kabinettssitzung im November 2009

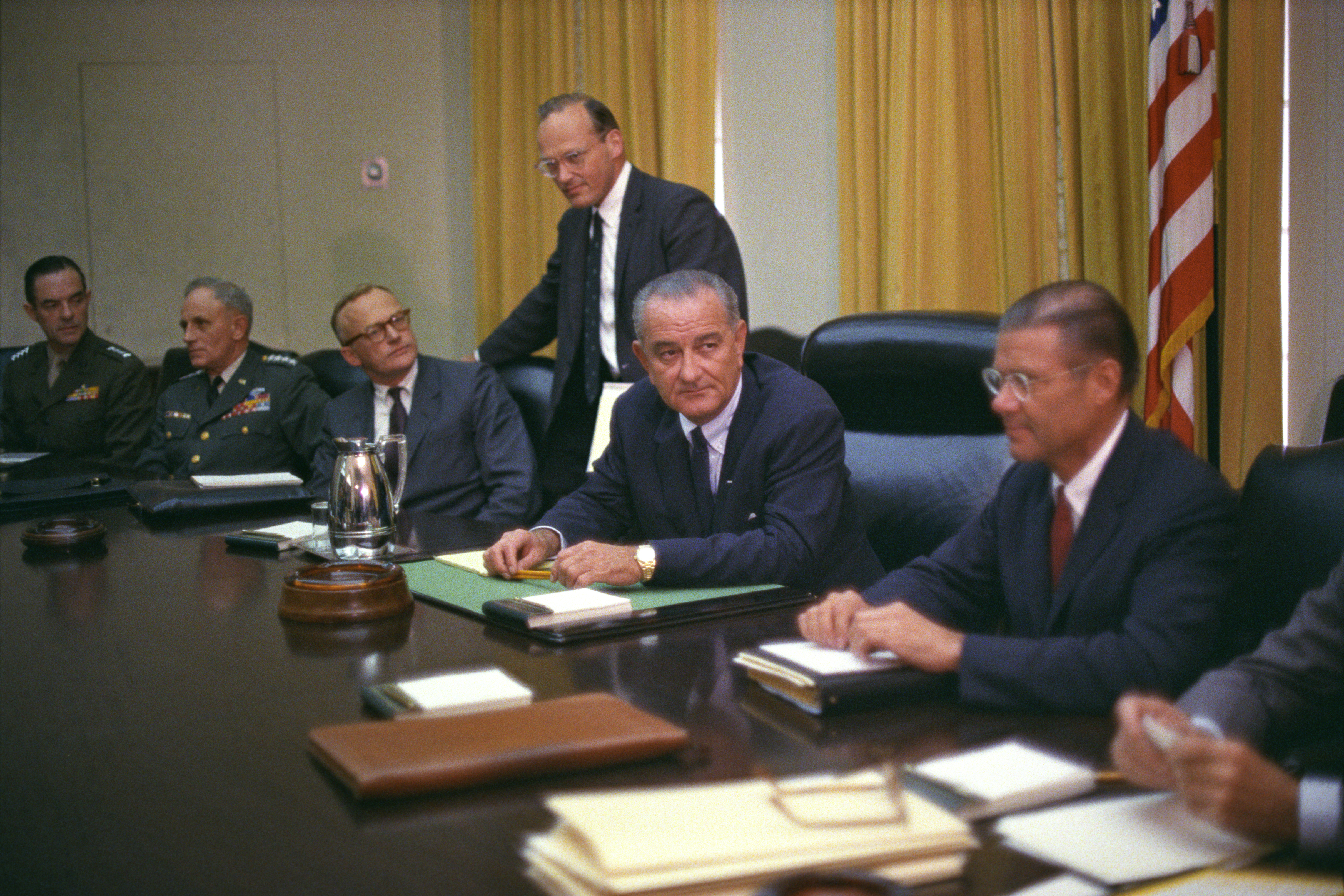
Kabinettssitzung im Juli 1965, mittig Präsident Johnson

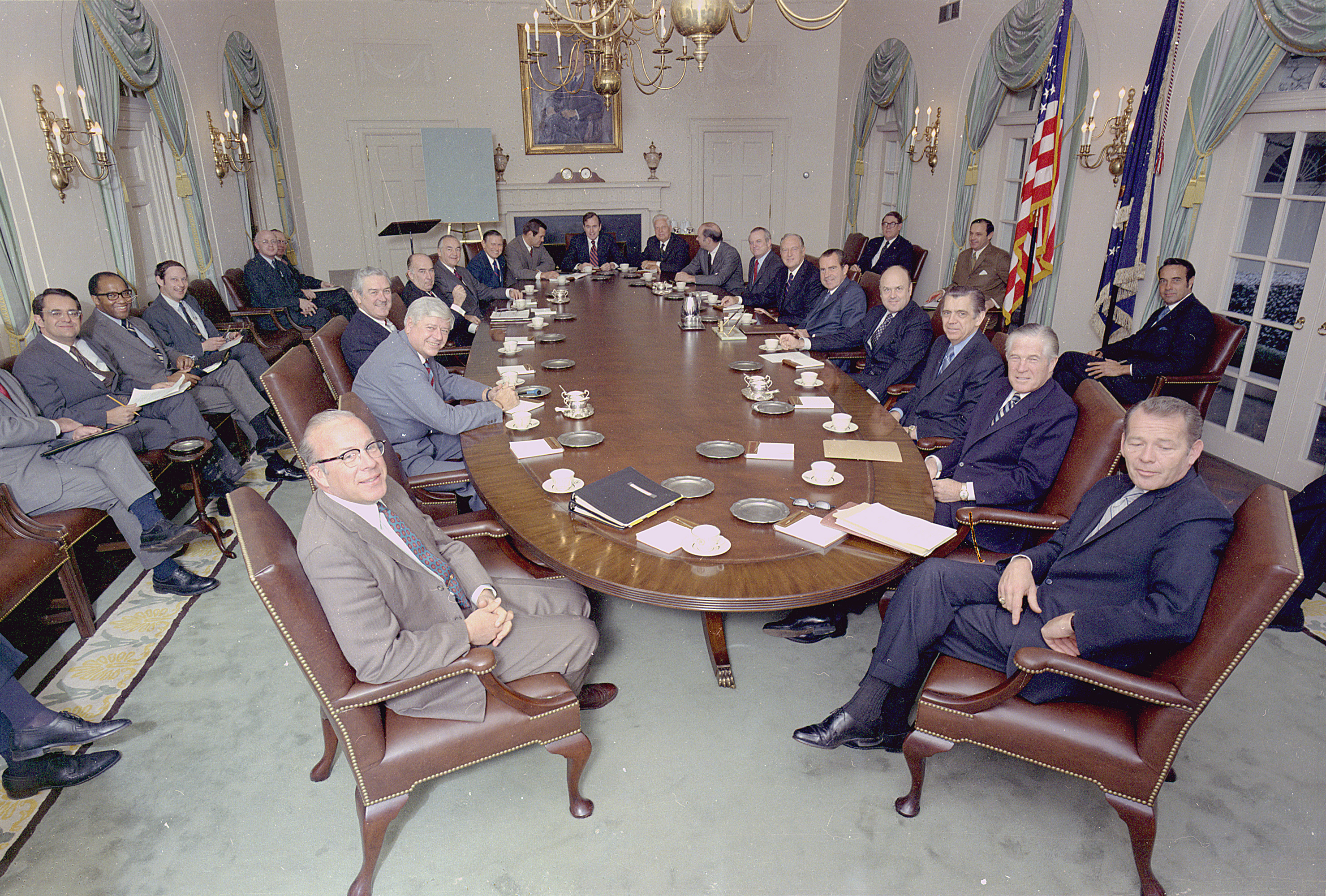
Das Kabinett von Richard Nixon während einer Sitzung, März 1971

Der Cabinet Room ist der Konferenzraum des Kabinetts der Vereinigten Staaten, das dem Präsidenten der Vereinigten Staaten untersteht. Er befindet sich im Weißen Haus, dem Amtssitz des Präsidenten in Washington, D.C.

## Geschichte
Der erste Präsident der Vereinigten Staaten, George Washington, richtete das erste Kabinett der Vereinigten Staaten ein, welches zu dieser Zeit aus drei Kabinettssekretären (Außenministerium, Finanzministerium, Kriegsministerium) und dem Generalbundesanwalt bestand. Ursprünglich traf sich das Kabinett im zweiten Stock der Executive Residence. Durch die Erweiterung des Weißen Hauses um den West Wing im Jahr 1902 entstand ein offizieller Raum für die Kabinettssitzungen. Die erste Kabinettssitzung im Cabinet Room fand am 6. November 1902 unter Theodore Roosevelt statt.
Im Jahr 2006 wurde der Raum renoviert, wobei er dem Aussehen während der Präsidentschaft von Franklin D. Roosevelt angenähert wurde. Damals wurde der West Wing und der Cabinet Room größtenteils umgebaut, nachdem der West Wing 1929 während der Präsidentschaft von Herbert Hoover durch ein Feuer schwer beschädigt worden war. Die Renovierung umfasste Wandleuchter im Stil des Art déco, wobei Adler mit ausgebreiteten Flügeln innenliegende erleuchtete Kugeln tragen. Drei gläserne Pendelleuchten im Stil der Streamline-Moderne wurden anhand alter Fotografien und einer ähnliche Leuchte in dem Gang zwischen dem Oval Office und dem Roosevelt Room nachgebaut.

## Abmessungen und Gestaltung
Der Cabinet Room befindet sich im West Wing des White House Complex und grenzt an das Oval Office an, wobei es einen Ausblick auf den White House Rose Garden bietet. Er ist sieben Meter (23 Fuß) breit und 11,9 Meter (39 Fuß) lang, die Deckenhöhe beträgt 5,5 Meter (18 Fuß). Es gibt vier östliche Ausgänge in Richtung des White House Rose Garden, zwei westliche in den West Wing und einen südlichen zum persönlichen Sekretariat des Präsidenten.
Obwohl der Raum im Jahr 1934 fertiggestellt wurde, entspricht er dem georgianischen Stil. Die neoklassische Decke ist mit Triglyphen gestaltet und wurde 1934 montiert. An der östlichen Seite des Raums befindet sich eine Reihe von französischen Türen mit gewölbten Lünette-Fenstern. Ein Feuerplatz, der von zwei Nischen umgeben ist, befindet sich an der nördlichen Seite des Raums. In den Nischen befinden sich Büsten von George Washington und Benjamin Franklin des Künstlers Jean-Antoine Houdon. Über dem Kaminsims hängt ein Gemälde mit dem Titel The Signing of the Declaration of Independence (dt.: Die Unterzeichnung der Unabhängigkeitserklärung), welches von Charles Édouard Armand-Dumaresq gemalt wurde. Zusätzliche Porträts an der westlichen Wand werden von dem amtierenden Präsidenten ausgewählt, so hingen während George W. Bushs Präsidentschaft Porträts der Präsidenten Theodore Roosevelt, Thomas Jefferson, Dwight D. Eisenhower und George Washington aus. Obama wechselte das Porträt Eisenhowers gegen eines von Harry S. Truman aus. Der große elliptische Konferenztisch aus Mahagoni ist eine Schenkung von Richard Nixon aus dem Jahr 1970, wobei der Tisch etwa 4.000 US-Dollar kostete. Zwischen 1869 und 1902 wurde ein Walnusstisch als Konferenztisch verwendet, in den die jeweiligen Kabinettsmitglieder wichtige Dokumente einschließen konnten. Nach der Fertigstellung des West Wing wurde er ersetzt, 1961 wurde er jedoch auf Anweisung von Jacqueline Kennedy Onassis zurück in den zweiten Stock der Executive Residence gebracht.

## Stühle und Anordnung
Der Stuhl des Präsidenten ist zentral an der östlichen Seite des Tisches positioniert. Die Rückenlehne des Stuhls des Präsidenten ist ungefähr fünf Zentimeter (zwei Zoll) höher als die der anderen Kabinettsmitglieder. Präsident Lyndon B. Johnson (1963–1969) benutzte einen gesonderten Schreibtischsessel auf Rollen mit einer besonders hohen Lehne und dickerem lederbezogenen Polster. Auf der Rückseite der Stühle sind gravierte Messingplatten angebracht, die die Position im Kabinett und die Daten der Amtszeit nennt. Der Stuhl des Präsidenten hat die Aufschrift „THE PRESIDENT“. Der Vizepräsident der Vereinigten Staaten sitzt dem Präsidenten gegenüber. Die Kabinettsmitglieder sind nach dem Alter ihrer jeweiligen Ministerien angeordnet. So sitzt der Außenminister der Vereinigten Staaten rechts des Präsidenten, der Finanzminister der Vereinigten Staaten rechts des Vizepräsidenten, der Verteidigungsminister der Vereinigten Staaten links des Präsidenten und der Generalbundesanwalt der Vereinigten Staaten links des Vizepräsidenten.
Der Tisch ist für 20 Personen ausgelegt, wobei mittlerweile bei Kabinettssitzungen bis zu 25 Personen am Tisch sitzen. Kabinettssitzungen finden mindestens alle zwei Monate statt.
Nach ihrer Amtszeit ist es den Kabinettsmitgliedern erlaubt, die Stühle zu kaufen. Es ist Tradition, dass der Stuhl dabei von ihren Mitarbeitern gekauft und geschenkt wird.

## Aufgabengebiete
Die Renovierung der Räume des Weißen Hauses ist gemeinsam Aufgabe des Kurators des Weißen Hauses, des Committee for the Preservation of the White House und der White House Historical Association. Die Baukosten werden oft von dem White House Endowment Trust übernommen. Der Ankauf von Kunstwerken, historischen Möbeln oder die Reproduktion von ornamentaler Kunst wird regelmäßig vom White House Acquisition Trust bezahlt.